# Kunja (obwód pskowski)
Kunja – osiedle typu miejskiego w Rosji, w obwodzie pskowskim. W 2010 roku liczyło 3127 mieszkańców.
Znajduje tu się stacja kolejowa Kunja, położona na linii Moskwa - Siebież.